# Club MTV (Europa)
Club MTV (anteriormente MTV Dance) é um canal de televisão por assinatura voltado à música, pertencente à Paramount Networks EMEAA, que foi separado do canal homônimo do Reino Unido em 27 de maio de 2014. Transmite programação de música eletrônica, dance e R&B. O canal está amplamente disponível em toda a Europa.

## História
O canal foi lançado como MTV Dance em 27 de maio de 2014
Em 2 de agosto de 2015, foi removido da Sky Itália.
Em 1 de outubro de 2017, MTV Dance encerrou sua transmissão em Benelux.
Em 4 de outubro de 2018, o canal foi removido da operadora Numericable junto com o MTV Rocks após o lançamento do Comedy Central na França.
Em 2019, o canal desapareceu em Portugal sendo substituído pelo MTV Live HD.
O canal foi renomeado como Club MTV em 1º de junho de 2020. A ViacomCBS solicitou uma nova licença para o canal em 7 de abril de 2020.
Em 1º de março de 2021, o Club MTV expandiu sua área de transmissão para o Oriente Médio e Norte da África através da beIN Network.
Em 1 de julho de 2021, o Club MTV deixou de transmitir na Rússia e nos países da CEI.